# Ibne Hixame
Abu Maomé Abedal Maleque ibne Hixame (em árabe: أبو محمد عبدالمالك بن هشام) ou ibne Hixame (m. c. 828–834 e)ditou a biografia de Maomé escrita por ibne Ixaque. O trabalho de ibne Ixaque está perdido e atualmente só é conhecido nas revisões de ibne Hixame e Atabari. Ibne Hixame cresceu em Baçorá, Iraque, mas depois mudou-se  para o Egito, onde ganhou reputação como gramático e estudioso de língua e história. Sua família era de origem Himiarita, apesar de haver algumas controvérsias.

## Obra
- As-Sirah an-Nabawiyyah
- Ele também escreveu um trabalho sobre antiguidades do sul da Arábia: Kitab al-Tijan li ma'rifati muluk al-zaman (Book of Crowns in knowing kings of the age)